# Electrona subaspera
Electrona subaspera és una espècie de peix de la família dels mictòfids i de l'ordre dels mictofiformes.

## Morfologia
- Els mascles poden assolir 12,7 cm de longitud total.[1][2]

## Depredadors
És depredat per Champsocephalus gunnari, Micromesistius australis (a Nova Zelanda), Lampris immaculatus (Illes Malvines), Macruronus novaezelandiae (Nova Zelanda), Dissostichus eleginoides, Arctocephalus gazella (Illes del Príncep Eduard) i Arctocephalus tropicalis (Illes del Príncep Eduard).

## Hàbitat
És un peix marí i d'aigües profundes.

## Distribució geogràfica
Es troba a l'hemisferi sud: oceans Antàrtic, Atlàntic, Índic i Pacífic.